# Louis Taolin
Louis Taolin war ein Agent des indonesischen Militärgeheimdienstes Bakin und 1974/75 einer der führenden Kräfte bei der Geheimdienstoperation Komodo. Sie hatte das Ziel, die Annexion Portugiesisch-Timors vorzubereiten.

## Hintergrund
Louis Taolin war der Sohn des Rajas von Insana, eines Reiches im indonesischen Westtimor und Neffe von El Tari, des indonesischen Provinzgouverneurs von Nusa Tenggara Timur. Im Stab von El Tari hatte Taolin den Posten eines Direktors für besondere Angelegenheiten. Nach der Nelkenrevolution in Portugal 1974 erhielt Taolin vom Bakin den Aufgabenbereich „Portugiesisch-Timor“. Er spielte dabei die Rolle eines „Unternehmers“, der Geschäftsinteressen in Portugiesisch-Timor habe.
Taolin arbeitete als Verbindungsmann zur Associação Popular Democrática Timorense (APODETI), der von Indonesien finanzierten Partei in Portugiesisch-Timor, die statt der Unabhängigkeit, den Anschluss an Indonesien propagierte. So zum Beispiel mit José Martins, der später Präsident der Klibur Oan Timor Asuwain (KOTA) wurde. Als der José Ramos-Horta, der Gesandte der FRETILIN, 1974 in Jakarta zu Gast war, wurde er die gesamten zwei Wochen von Taolin begleitet. Taolin war auch regelmäßig in der Kolonialhauptstadt Dili. Unter anderem begleitete er auch die offizielle Mission von Oberst Sugianto und Oberst Suharto Pitut im April 1975 nach Dili. Sie trafen dabei den portugiesischen Gouverneur Mário Lemos Pires und Vertreter der Parteien FRETILIN, União Democrática Timorense (UDT) und APODETI.
Als indonesische Soldaten, getarnt als UDT-Kämpfer, im Oktober 1975 begannen, die Grenzgebiete Portugiesisch-Timors zu besetzen, exekutierten sie im Grenzort Balibo fünf westliche Journalisten, die Zeuge der versteckten Invasion wurden. Zusammen mit Oberst Daden, einem lokalen indonesischen Kommandanten, flog Taolin nach Balibo, bevor die Leichen der sogenannten Balibo Five vernichtet wurden.
Zusammen mit Aloysius Sugiyanto verfasste Taolin die Balibo-Deklaration, die von führenden Mitgliedern der osttimoresischen Parteien unter Druck unterzeichnet wurde, die in Opposition zur FRETILIN standen. In diesem Papier wurde Indonesien zum Eingreifen in Osttimor aufgefordert. Es diente Indonesien als Legitimation für die Invasion und Annexion Osttimors.